# Sara Bertolasi
Sara Bertolasi (Busto Arsizio, 29 aprile 1988) è una canottiera italiana.

## Carriera sportiva
Sara Bertolasi si innamora dello sport a 15 anni, sognando di partecipare alle Olimpiadi. Per realizzare il suo sogno, sceglie inizialmente il ciclismo, cominciando nel 2003 la sua carriera agonistica nello sport. Dopo quattro anni, nel 2007, capisce che le due ruote non le avrebbero permesso di raggiungere i Cinque Cerchi e questo ha portato la Bertolasi a cambiare sport facendola approdare al canottaggio. Un percorso forse ancora più difficile poiché poche donne italiane erano riuscite a qualificarsi per le Olimpiadi in questa disciplina. 
Gli esordi avvengono nella Canottieri Varese, sotto la guida di Renato Gaeta e, due anni più tardi, arriva la prima convocazione in maglia azzurra. Dopo essere passata alla Canottieri Lario, il sogno si realizza e la Bertolasi si qualifica per le Olimpiadi di Londra 2012, un risultato storico per il canottaggio e lo sport italiano, che per la prima volta nella storia qualifica una barca nel “due senza” femminile.
L'avventura ai Giochi Olimpici di Londra nel due senza con Claudia Wurzel si conclude con l'uscita ai ripescaggi e la quarta posizione la finale B.

Nel 2016, grazie al terzo posto alle regate di qualificazione svoltesi a Lucerna, arriva la seconda qualificazione e partecipazione ai Giochi. A Rio de Janeiro, sempre nel due senza, insieme alla compagna di voga  Alessandra Patelli raggiunge l'undicesimo posto finale in graduatoria.
Dopo Rio 2016, nel settembre 2016, Bertolasi annuncia il suo addio all'attività agonistica.
Dopo un paio di anni di stop, l'atleta bustocca torna a vogare per i colori della Canottieri Milano con l'obiettivo di centrare la qualificazione per Tokyo 2020, che potrebbe proiettarla nella leggenda, diventando la prima atleta azzurra a prendere parte a tre Olimpiadi nel canottaggio. Tornata in barca con la Patelli, Sara Bertolasi raggiunge immediatamente grandi risultati come il bronzo agli Europei di Glasgow 2018 e il quarto posto ai Mondiali di Plovdiv 2018. Proprio grazie a questi risultati, Sara entra nel Club Olimpico “Tokyo 2020” del CONI, che include e supporta le eccellenze dello sport italiano nel percorso di qualificazione ai Giochi Olimpici di Tokyo 2020.
La Bertolasi vanta anche una medaglia d'oro alle Universiadi del 2013, otto partecipazioni ai Mondiali, cinque agli Europei (con un argento e due bronzi) e diverse regate di Coppa del Mondo oltre a 16 titoli di Campione d'Italia nelle varie categorie e specialità.

## Altre attività
Al suo percorso sportivo ha associato anche quello universitario, conseguendo una laurea triennale in Scienze della Comunicazione con il massimo dei voti, una laurea specialistica in Management delle Imprese Sportive e un Master in Diritto e Management dello Sport. 
Attualmente è consigliere e Direttore Sportivo della Canottieri Lario di Como, società con la quale ha condiviso due Olimpiadi e riconosciuta con il Collare d'Oro, massima onorificenza assegnata dal CONI. 
Nel quadriennio Olimpico di Rio de Janeiro è stata consigliere Nazionale della Federazione Italiana Canottaggio.

## Palmarès
- Olimpiadi

Londra 2012
Rio 2016
- Campionati europei di canottaggio

Plovdiv 2011: bronzo nel due senza.
Varese 2012: argento nell'otto.
Glasgow 2018: bronzo nel due senza.
- Campionati mondiali di canottaggio

Plovdiv 2018: quarto posto nel 2 senza.
- XXVII Universiade

Kazan 2013: oro.